# 迦魯納答思
迦鲁纳答思（13世纪？—1311年），又作合鲁纳答思，畏兀儿人，元朝政治人物。
迦鲁纳答思精通天竺佛教和各族语言。翰林学士承旨安藏扎牙答思向忽必烈推荐他，忽必烈于是把他召入朝中，命与吐蕃国师学习佛法和藏文。他学成后，曾把西天、西蕃经论译成蒙古畏兀儿字。既成，忽必烈命刻版，赐诸王大臣。他翻译南洋星哈剌的威二十余国表章，上奏请求不用兵，派使者岳剌也奴、帖灭等人前往暹国、罗斛等诸国，使二十余国降附元朝，而免受兵灾之祸。1287年，官至翰林学士承旨、中奉大夫，事奉皇孙铁穆耳。1294年，铁穆耳即位为元成宗，1295年，迦鲁纳答思官至荣禄大夫、大司徒。他在大都（今北京）白塔寺翻译佛经。至元仁宗即位，他依然为司徒，后代以鲁为姓，其子鲁明善。吐鲁番曾经发现他在壬寅年（大德六年、1302年）翻译的经文残叶。

## 延伸阅读
[在维基数据编辑]
 《元史·卷134》，出自宋濂《元史》
 《新元史/卷192》，出自柯劭忞《新元史》